# Strupets (distrikt i Bulgarien, Vratsa)
Strupets (bulgariska: Струпец) är ett distrikt i Bulgarien.   Det ligger i kommunen Obsjtina Roman och regionen Vratsa, i den västra delen av landet, 70 km nordost om huvudstaden Sofia.
I omgivningarna runt Strupets växer i huvudsak lövfällande lövskog. Runt Strupets är det ganska glesbefolkat, med 23 invånare per kvadratkilometer.